# Морненго (Бјела)
Морненго је насеље у Италији у округу Бијела, региону Пијемонт.
Према процени из 2011. у насељу је живело 52 становника. Насеље се налази на надморској висини од 526 м.